# Südliche Strauchschrecke

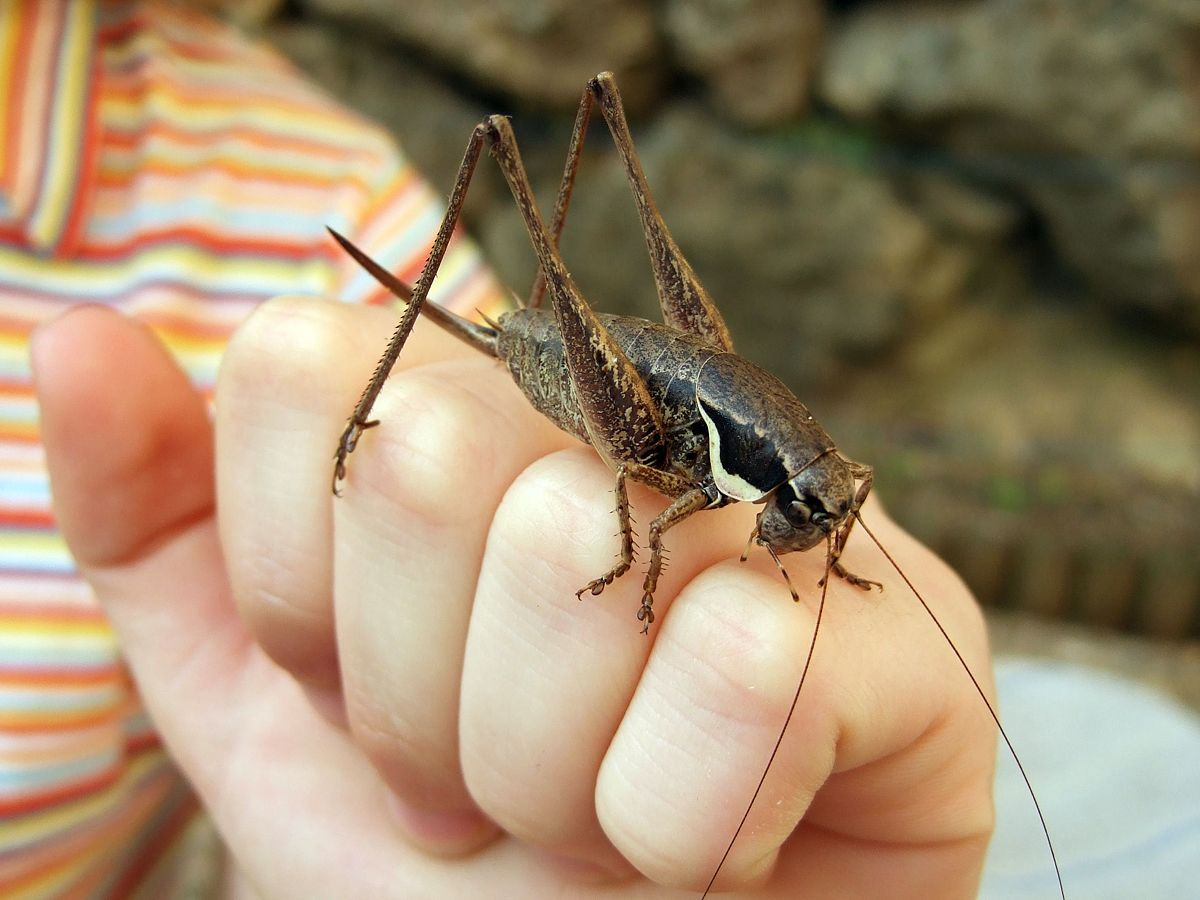
Südliche Strauchschrecke, Pholidoptera fallax, Weibchen

Die Südliche Strauchschrecke (Pholidoptera fallax) ist eine Langfühlerschrecke aus der Unterfamilie der Tettigoniinae innerhalb der Überfamilie der Laubheuschrecken.

## Merkmale
Die Südliche Strauchschrecke ist sehr kräftig gebaut, besitzt einen dicken Hinterleib und ist relativ langbeinig. Ihr Halsschild ist nach hinten verlängert und bedeckt das vordere Drittel der kurzen Flügel. Die Grundfarbe ist dunkelbraun, oft ist der Körper leicht violett oder rötlich getönt. Über den gesamten Körper verlaufen dunkle Zeichnungen, diese sind auf dem Kopf und dem Thorax besonders deutlich ausgeprägt. Über dem graubraunen Facettenauge befindet sich ein schwarzer Fleck, über und hinter diesem ist er hell begrenzt. Die Halsschildseitenlappen sind schwarz oder schwarzbraun bis schwarzgrau gefärbt und breit hell gelblichweiß gerandet. Die Flügel sind dunkelbraun gefärbt und teilweise hell geädert. Der untere Thorax ist schwarz gefleckt. Der Bauch ist gelblich. Die Hinterschenkel sind meist einfarbiger als der restliche Körper, weisen aber eine mehr oder weniger schwache netzartige Fleckung auf, die zur Basis des Beins hin immer dunkler wird. Während die vorderen Beinpaare unregelmäßig schwarz gepunktet sind, sind auf den Sprungbeinen nur die Gelenkregionen schwarz. Beim Männchen sind die relativ langen Cerci im ersten Drittel gezähnt. Das Weibchen hat einen leicht aber deutlich gebogenen Legebohrer, der etwa 11 bis 13 Millimeter misst. Die Südliche Strauchschrecke erreicht als Weibchen eine Körperlänge von 17 bis 23 Millimetern, als Männchen wird sie 15 bis 18 Millimeter lang.

## Lebensweise und Verbreitung
Die Südliche Strauchschrecke kommt überwiegend auf Waldlichtungen und in Gebüschen vor. Ihr Verbreitungsgebiet reicht von Südfrankreich über fast ganz Italien, Slowenien, Kroatien, Bosnien und Herzegowina bis auf die westliche Balkanhalbinsel nach Serbien und Montenegro, Mazedonien und Griechenland und auf umliegende Inseln im Ägäischen Meer. Die nördlichsten Fundorte befinden sich im östlichen und Südlichen Österreich und im Kanton Tessin in der Schweiz. Imagines treten von Juli bis Oktober auf.

## Systematik
Die Südliche Strauchschrecke wurde ursprünglich unter dem wissenschaftlichen Namen Thamnotrizon fallax beschrieben. Erst später wurde sie in die Gattung Pholidoptera eingeordnet. Ein Synonym der Art ist Thamnotrizon austriacus Türk, 1860.